# 李云婷
李云婷（1977年4月—），女，汉族，北京人。大学学历。现任北京市环境保护监测中心大气室主任。中共十九大代表。